# The Bride Stripped Bare
The Bride Stripped Bare är det femte studioalbumet av den brittiske sångaren och låtskrivaren Bryan Ferry, släppt den 1 september 1978. Albumet mottogs väl av kritiker, men nådde inte samma kommersiella framgång som Ferrys tidigare soloalbum, då albumet släpptes vid samma tid som punkrocken nådde sin kulmen.
The Bride Stripped Bare spelades in efter Ferrys uppbrott med fotomodellen Jerry Hall, som lämnade Ferry för Mick Jagger 1977. Albumet antas innehålla referenser till uppbrottet, särskilt låten When She Walks in the Room. Ferrys inspiration till albumtiteln är konstverket Bruden avklädd av sina ungkarlar, till och med av Marcel Duchamp. En undertext i konstverket är maskulina och feminina förhållanden.
Låtarna What Goes On och Sign of the Times och från albumet släpptes som singlar, men blev endast mindre listframgångar. Även Ferrys tolkning av den irländska folkvisan Carrickfergus och en coverversion av Sam & Daves Hold On (I'm Coming) lanserades som singlar, den förstnämnda enbart i Storbritannien och den andra enbart i Europa, men inte heller dessa nådde någon större framgång.

## Låtlista
| 1. | Sign of the Times          | Bryan Ferry              | 2:28 |
| 2. | Can't Let Go               | Ferry                    | 5:14 |
| 3. | Hold On (I'm Coming)       | Isaac Hayes/David Porter | 3:37 |
| 4. | The Same Old Blues         | J. J. Cale               | 3:21 |
| 5. | When She Walks in the Room | Ferry                    | 6:23 |

| 6.           | Take Me to the River         | Al Green/Teenie Hodges | 4:29  |
| 7.           | What Goes On                 | Lou Reed               | 4:11  |
| 8.           | Carrickfergus                | Trad. arr. Ferry       | 3:46  |
| 9.           | That's How Strong My Love Is | Roosevelt Jamison      | 3:17  |
| 10.          | This Island Earth            | Ferry                  | 5:06  |
| Total längd: | Total längd:                 | Total längd:           | 41:42 |

## Medverkande
- Bryan Ferry – sång, piano, keyboard
- Neil Hubbard – gitarr
- Waddy Wachtel – gitarr (spår 1–2, 4 och 6–10), slidegitarr, körsång
- Alan Spenner – elbas
- Rick Marotta – trummor
- Steve Nye – elpiano
- Ann Odell – orgel, piano (spår 2–3), elpiano (spår 1), stråkarrangemang
- Mel Collins – saxofon
- Martin Drover – trumpet
- Herbie Flowers – kontrabas
- John Wetton – elbas (spår 10)
- Preston Heyman – trummor (spår 10)

## Listplaceringar
- Billboard 200, USA: #159[1]
- UK Albums Chart, Storbritannien: #13[2]
- Topplistan, Sverige: #8[3]